# Neocataclysta
Neocataclysta là một chi bướm đêm thuộc họ Crambidae.